# Mordóvia Aréna
A Mordóvia Aréna (orosz nyelven: Мордовия Арена) labdarúgóstadion az oroszországi Mordvinföld fővárosában, Szaranszkban. A 2018-as labdarúgó-világbajnokság egyik helyszíne.
A 44 149 férőhelyesre tervezett stadion építése 2014-ben kezdődött (a FIFA által előírt minimális nézőszám 40 ezer fő). A világbajnokság után az ideiglenesként épült kb. 15 ezer tribünt a tervek szerint szétszerelik, és a 30 ezer férőhelyes stadion a helyi Mordóvia labdarúgócsapat otthona lesz. A felszabaduló helyet ebben az esetben más sportágak pályái, edzőtermei kaphatnák meg.
Az Inszar folyó partján épült új sportlétesítmény távolsága a vasútállomástól 2,4 km, a repülőtértől is csupán 5 km.

## A2018-as labdarúgó-világbajnokságmérkőzései
| 2018. június 16. 19:00 (18:00) |

| Peru | 0–1               | Dánia       |
| ---- | ----------------- | ----------- |
|      | (0–0) Jegyzőkönyv | Poulsen 59' |

| Mordóvia Aréna, Szaranszk Nézőszám: 40 502 Játékvezető: Bakary Gassama (gambiai) |

| 2018. június 19. 15:00 (14:00) |

| Kolumbia                   | 1–2               | Japán                           |
| -------------------------- | ----------------- | ------------------------------- |
| C. Sánchez 3′ Quintero 39' | (1–1) Jegyzőkönyv | Kagava 6' (11-esből) Ószako 73' |

| Mordóvia Aréna, Szaranszk Nézőszám: 40 842 Játékvezető: Damir Skomina (szlovén) |

| 2018. június 25. 21:00 (20:00) |

| Irán                         | 1–1               | Portugália   |
| ---------------------------- | ----------------- | ------------ |
| Anszárifard 90+3' (11-esből) | (0–1) Jegyzőkönyv | Quaresma 45' |

| Mordóvia Aréna, Szaranszk Nézőszám: 41 685 Játékvezető: Enrique Cáceres (paraguayi) |

| 2018. június 28. 21:00 (20:00) |

| Panama             | 1–2               | Tunézia                      |
| ------------------ | ----------------- | ---------------------------- |
| Meriah 33' (öngól) | (1–0) Jegyzőkönyv | F. Ben Youssef 51' Hazrí 66' |

| Mordóvia Aréna, Szaranszk Nézőszám: 37 168 Játékvezető: Naváf Sukralláh (bahreini) |